# Collotheca balatonica
Collotheca balatonica är en hjuldjursart som beskrevs av Zoltan Varga 1936. Collotheca balatonica ingår i släktet Collotheca och familjen Collothecidae. Inga underarter finns listade i Catalogue of Life.